# Ischnoleomimus
Ischnoleomimus är ett släkte av skalbaggar. Ischnoleomimus ingår i familjen långhorningar.
Kladogram enligt Catalogue of Life:
| Ischnoleomimus | \| \| Ischnoleomimus arriagadai \| \| \| \| \| \| Ischnoleomimus excavatus \| \| \| \| \| \| Ischnoleomimus foveatus \| \| \| \| |
|                | \| \| Ischnoleomimus arriagadai \| \| \| \| \| \| Ischnoleomimus excavatus \| \| \| \| \| \| Ischnoleomimus foveatus \| \| \| \| |
|                | Ischnoleomimus arriagadai |
|                | |
|                | Ischnoleomimus excavatus |
|                | |
|                | Ischnoleomimus foveatus |
|                | |